# Synalibas yamputhina
Synalibas yamputhina är en insektsart som beskrevs av Sigfrid Ingrisch 2001. Synalibas yamputhina ingår i släktet Synalibas och familjen torngräshoppor. Inga underarter finns listade i Catalogue of Life.